# Estação Vila Mariana
A Estação Vila Mariana é uma das estações da Linha 1–Azul do Metrô de São Paulo. Foi inaugurada em 14 de setembro de 1974. Durante 5 meses e 3 dias foi ponto final da linha, em seu sentido norte. A demanda média desta estação é de 28 mil passageiros por dia, segundo dados do Metrô. Ela é integrada ao Terminal de Ônibus da Vila Mariana.

## História
A Estação Vila Mariana foi inaugurada em 14 de setembro de 1974, juntamente com a linha 1, sendo o terminal da linha ao norte, antes da expansão para Liberdade. Com a construção da estação veio a construção da Avenida Professor Noé Azevedo onde ela se situa.

## Características
A estação é enterrada, com mezanino de distribuição e plataformas laterais com estrutura em concreto aparente. Conta com uma área construída de 7.190 m². A capacidade da estação é de 20.000 passageiros por hora/pico.

## Obras de arte
- "Gente, Viagem, Mente" (painel), Leilah Costa, Mosaico (2008), vidro colorido (Vidrotil) (3,71 x 4,79m), instalado no acesso oeste da estação, na parede acima das escadas de acesso à plataforma sentido Tucuruvi.[5]

## Tabela
| Sigla | Estação      | Inauguração            | Capacidade                   | Integração               | Plataformas | Posição     | Notas                                      |
| ----- | ------------ | ---------------------- | ---------------------------- | ------------------------ | ----------- | ----------- | ------------------------------------------ |
| VMN   | Vila Mariana | 14 de Setembro de 1974 | 20 mil passageiros hora/pico | Bilhete Único da SPTrans | Laterais    | Subterrânea | Estação com estrutura de concreto aparente |